# Aszraf Barhum
Aszraf Barhum (arab. أشرف برهوم, Ashraf Barhūm; ur. 8 stycznia 1979 w Galilei) – izraelski aktor filmowy i telewizyjny pochodzenia arabskiego.

## Życiorys
Barhum wychował się w Galilei, w Ma’alot-Tarszicha. Jest chrześcijaninem. Brał udział w przedstawieniach szkolnych, zanim studiował na Uniwersytecie Hajfy, który ukończył na wydziale teatru i sztuki. Ma trzy siostry.
W 2007 otrzymał rolę pułkownika Farisa Al Ghaziego pojawiając się obok Jamiego Foxxa w filmie Królestwo (The Kingdom). Potem zagrał m.in. w Libanie (Lebanon, 2009) i 300: Początek imperium (Rise of an Empire, 2014).

## Filmografia

### Filmy fabularne
- 2002: In the 9th Month jako Ahmad
- 2004: Ahawa Kolombjanit jako Samir
- 2004: Syryjska narzeczona (The Syrian Bride) jako Marwan
- 2005: Przystanek Raj (Paradise Now) jako Abu-Karem
- 2007: Królestwo (The Kingdom) jako pułkownik Faris Al Ghazi
- 2009: Agora jako Ammoniusz, mnich parabolański
- 2009: Liban (Lebanon) jako pierwszy falangista
- 2010: Starcie tytanów (Clash of the Titans) jako Ozal
- 2011: Koriolan (Coriolanus) jako drugi obywatel – Cassius
- 2012: Mój przyjaciel wróg (Zaytoun) jako bojownik OWP
- 2012: Inheritance jako
- 2013: Wybawca (The Savior) jako Judasz Iskariota
- 2014: 300: Początek imperium (Rise of an Empire) jako generał Bandari

### Seriale TV
- 2013: By Any Means jako Ahmed
- 2014: Tyran jako Jamal, brat Barry’ego[8]